# LOEC
In der Toxikologie ist LOEC/LOEL (Lowest Observed Effect Concentration/Level) ein toxikologischer Endpunkt in der Toxizitätsbestimmung, um die Toxizität einer Substanz anzugeben. Es handelt sich um die geringste Konzentration beziehungsweise Dosis eines Toxins, die eine statistisch messbare Wirkung auf den untersuchten Organismus zeigt.